# أنطونيو شولاك
أنطونيو شولاك (مواليد 17 سبتمبر 1993) هو لاعب كرة قدم كرواتي يلعب في مركز المهاجم في نادي رينجرز.

## وصلات خارجية
- أنطونيو شولاك على موقع الاتحاد الأوربي (الإنجليزية)
- أنطونيو شولاك على موقع اتحاد كرواتيا (الكرواتية)
- أنطونيو شولاك على موقع قاعدة بيانات كرة القدم.إي يو (الإنجليزية)
- أنطونيو شولاك على موقع ناشيونال فوتبول تيمز (الإنجليزية)
- أنطونيو شولاك على موقع Soccerway.com (الإنجليزية)
- أنطونيو شولاك على موقع عالم كرة القدم.نت (الإنجليزية)
- أنطونيو شولاك على موقع AS.com (الإسبانية)